# ایست میدلبری، ورمانت
ایست میدلبری (به انگلیسی: East Middlebury) یک منطقهٔ مسکونی در ایالات متحده آمریکا است که در میدلبری، ورمانت واقع شده‌است. ایست میدلبری ۴۲۵ نفر جمعیت دارد و ۱۲۴٫۰۶ متر بالاتر از سطح دریا واقع شده‌است.